# Perette de Rouen
Perette de Rouen, född 1360, död 1411, var en fransk läkare, kirurg och barnmorska.
Hon var verksam i Rouen och ställdes inför rätta i Paris för att praktisera läkaryrket illegalt och för häxeri, men frikändes efter ingripande av Karl VI.